# Кокнесе
Кокнесе (латис. Koknese; до 1920 рос. Кокенгузен) — місто (з 1277 року по XVII століття та з 2021 року) в Латвії на правому березі Даугави у злиття з річкою Персе. Населення менш 2818 жителів. Це один з найбільш історичних населених пунктів країни, відомий російським літописам під ім'ям Кукейнос, Куконос, Лівонській хроніці Генриха — як Кукенойс (лат. Kukenoys, Kukenois), а німецьким джерелам — як Кокенгузен (нім. Kokenhusen). Від орденського замку, навколо якого й виникло місто, нині залишилися тільки мальовничі руїни.

## Історія
Кукейнос з'являється на сторінках руських літописів на початку XIII століття як столиця Кукейноського князівства на чолі із православним Вячко. В 1205 році він поступився цими землі ризькому єпископові Альберту, який  1209 року повелів замінити дерев'яний замок на стрілці Даугави й Персе кам'яним. Коли будівництво було в повному розпалі, Кукейнос безуспішно брали в облогу литовці. В 1219 році місцеві лицарі ходили війною на Псков, а в 1225 році кукейноську волость розорили новгородці.
З кінця XIII століття до 1395 року Кокенгузенським замком володіли лицарі з роду Тізенгаузенів, які прославилися своїми сварками з архієпископами Ризькими. В 1292 році Ганс фон Тізенгаузен заманив у замок архієпископа Йоанна II і чекаючи викупу заточив його в підвалі, за що був відлучений папою від церкви. Бранцем Тізенгаузенів у Кокенгузені був і його спадкоємець Йоанн III (1295—1300).
1277 року Кокенгузен отримав права міста й незабаром після того вступив у Ганзейский союз. 1397 року за договором між ризьким єпископством і Лівонським орденом останній поступився володіння замком єпископам, які побудували довкола нього новий «архієпископське місто» з особливими привілеями. З 1420 року архієпископ на літо (із Трійці до Михайлового дня) переїжджав на проживання з Риги у Кокенхузен.
Під час «війни попів» між Лівонським орденом і Ригою архієпископ Сільвестр Стодевешер був взятий у полон лицарями й заточений у замку, де він помер (1479 році). Через два роки архієпископ Стефан відібрав замок у свавільного магістра Борха. У лютому 1481 року замок розорили московські війська, потім протягом ряду років за нього знову сперечалися архієпископ з орденом. У роки реформації архієпископи залишили повсталу Ригу й остаточно встановилися в Кокенгузені, де карбували монету.
Під час лівонської війни містяни самі відкрили ворота Івану Грозному, що вчинив у Кокнесе жорстоку розправу (1577 році). У наступному році московитів перемінили поляки, яких після облоги вигнали із замку в 1601 році шведи на чолі з герцогом Карлом Седермандландським. Ян Замойський після 4-місячної облоги повернув Кокенгузен польській короні, але місто продовжувало залишатися предметом суперечки між шведами й поляками до 1625 році, коли його остаточно зайняла шведська армія.
Під час російсько-шведської війни в «Куконосі» воєводствував Ордин-Нащокин Панас Лаврентійович. З початком Північної війни (1701 року) твердинею заволоділи польсько-саксонські сили, до яких тут приєднався А. І. Репнін. Незважаючи на спішне зведення в окрузі шанців, натиск шведів після спілвської битви змусив поляків залишити Кокнесе, і за наказом короля Августа його древні стіни були висаджені.
Протягом усього XVIII і XIX століть руїни продовжували руйнуватися, а їхні власники з роду Левенштернів на віддаленні побудували для свого проживання так званий Новий палац. При будівництві Плявіньської ГЕС (1967 році) частина селища потрапила в затоплену зону. У радянський час мав статус селища міського типу. До 1 липня 2009 року входив до складу Айзкраукльського району.

## Відомі люди
- Ендзелін Яніс — латиський мовознавець, помер тут.